# Christian de Chalonge
Pour les articles homonymes, voir Chalonge.
Christian René Marcel Gillet de Chalonge, dit Christian de Chalonge est un réalisateur français né le 21 janvier 1937 à Douai dans le Nord.

## Biographie
Diplômé de l'IDHEC, Christian de Chalonge devient l'assistant de plusieurs réalisateurs. Son premier long métrage, Le Saut (1968), qui aborde le sort des travailleurs immigrés, remporte le Prix Jean-Vigo. Il tourne trois ans plus tard L'Alliance, que Le Monde décrit comme « un curieux film d'atmosphère fantastique sur le monde animal ».
Christian de Chalonge obtient son plus grand succès avec L'Argent des autres, pour lequel le Prix Louis-Delluc lui est décerné en 1978, ainsi que le César du meilleur film et celui du meilleur réalisateur l'année suivante.

## Filmographie partielle

### Au cinéma
- 1968 : Le Saut
- 1971 : L'Alliance
- 1978 : L'Argent des autres
- 1980 : Malevil
- 1982 : Les Quarantièmes rugissants
- 1990 : Docteur Petiot
- 1991 : Le Voleur d'enfants
- 1996 : Le Bel Été 1914
- 1997 : Le Comédien

### À la télévision
- 1974 : Parcelle brillante, épisode de la série Histoires insolites
- 1989 : Le Château du pendu, épisode de la série Les Dossiers secrets de l'inspecteur Lavardin
- 1990 : Le Diable en ville, épisode de la série Les Dossiers secrets de l'inspecteur Lavardin
- 1999 : Maigret : Un meurtre de première classe, épisode de la série Maigret (1991-2005)
- 2002 : Maigret et le marchand de vin, épisode de la série Maigret (1991-2005)
- 2002 : Maigret chez le ministre, épisode de la série Maigret (1991-2005)
- 2002 : Maigret et la maison de Félicie, épisode de la série Maigret (1991-2005)
- 2007 : L'Avare - téléfilm
- 2008 : Le Malade imaginaire - téléfilm
- 2009 : Le Bourgeois gentilhomme - téléfilm

### Assistant réalisateur
- 1962 : Les Dimanches de Ville d'Avray de Serge Bourguignon
- 1964 : La Vie à l'envers d'Alain Jessua
- 1967 : Le Marin de Gibraltar (The Sailor from Gibraltar) de Tony Richardson
- 1971 : Des Espagnoles à Paris (Españolas en París) de Roberto Bodegas
- 1972 : État de siège de Costa-Gavras
- 1976 : Le Désert des Tartares (Il Deserto dei Tartari) de Valerio Zurlini

### Scénariste
- 1968 : O Salto
- 1971 : Des Espagnoles à Paris (Españolas en París) de Roberto Bodegas
- 1978 : L'Argent des autres
- 1980 : Malevil
- 1989 : Tom et Lola
- 1990 : Docteur Petiot
- 1991 : Le Voleur d'enfants
- 1996 : Le Bel été 1914

## Distinctions
- 1978 : Prix Jean-Le-Duc pour L'Argent des autres
- 1979 : César du meilleur film et du meilleur réalisateur pour L'Argent des autres
- 1979 : Nomination Meilleur scénario original ou adaptation pour L'Argent des autres